# Leningràdskaia
Leningràdskaia - Ленингрaдская (rus) - és una stanitsa del krai de Krasnodar, a Rússia. És a la vora del riu Sossika, afluent del Ieia, a 145 km al nord de Krasnodar. És la segona stanitsa més gran del krai de Krasnodar i de Rússia.
Pertanyen a aquesta stanitsa els khútors d'Andriúsxenko, Vostotxni i Krasnostreletski.
- Andriúsxenko - Андрющенко (rus). És a 15 km al sud-est de Leningràdskaia i a 132 km al nord-est de Krasnodar. Pertany a l'stanitsa de Leningràdskaia.
- Krasnostreletski - Краснострелецкий (rus). És a 17 km al sud-est de Leningràdskaia i a 131 km al nord-est de Krasnodar.
- Vostotxni' - Восточный (rus). És a la vora esquerra del riu Sossika, afluent del Ieia, a 10 km a l'est de Leningràdskaia i a 143 km al nord-est de Krasnodar.

## Història
La població fou fundada el 1794 com un dels primers assentaments dels cosacs de la Mar Negra a la regió del Kuban. Els primers colons provenien de la ciutat d'Uman, al centre de l'actual Ucraïna, que la van batejar com Úmanskoie o Úmanski Kurin. El 1842 va rebre l'estatus de stanitsa i el nom actual. Des de l'1 de juliol de 1842 al 1869 era el centre administratiu de l'ókrug de Ieisk de l'òblast de Kuban.
El 1911 es va construir la branca ferroviària del Caucas Nord entre Pàvlovskaia (estació Sossika) i Ieisk, a la costa del mar d'Azov, que passa per la localitat (estació Úmanskaia). El 1913 l'stanitsa tenia 23.800 habitants (13.751 cosacs i 19.049 d'altres llocs).
Durant el règim soviètic, en el període de col·lectivització agrícola, la localitat fou inclosa a les llistes negres de sabotatge, per això la població va ser atacada o deportada al nord de la Unió Soviètica i al Kazakhstan entre el 1932 i el 1933. Es va repoblar amb famílies dels districtes militars de l'Exèrcit Roig de Belarús i Leningrad. El 20 de juny de 1934 fou rebatejada amb el nom de Leningràdskaia.
Durant la Segona Guerra Mundial, Leningràdskaia fou ocupada l'estiu del 1942 per la Wehrmacht de l'Alemanya Nazi i alliberada per l'Exèrcit Roig el febrer de 1943.

## Demografia
| 1897  | 1913   | 1959   | 1970   | 1979   | 1989   | 2002   | 2010   |
| ----- | ------ | ------ | ------ | ------ | ------ | ------ | ------ |
| 8.793 | 23.800 | 17.824 | 26.750 | 30.707 | 34.554 | 38.218 | 36.940 |

## Economia i transport
L'stanitsa és centre d'una important regió agrícola en la qual predomina el conreu de gra (blat, blat de moro, ordi) i conreus tècnics (gira-sols, soia, remolatxa sucrera), tot i que també hi ha ramaderia bovina, porcina i avícola. Hi ha diverses companyies que processen productes agrícoles, com sucre i lactis, així com tallers de ceràmica.
Té una estació de tren (Úmanskaia) en la línia que segueix cap a Starominskaia al nord-oest i Pàvlovskaia al sud-est. Leningràdskaia es troba a l'oest de la M4 Moscou-Novorossiïsk, a la cruïlla de la R268 Bataisk-Krasnodar (entre Kanevskaia-Starodereviankovskaia al sud-oest i Kisliakóvskaia al nord-est, Starominskaia al nord-oest i Pàvlovskaia al sud-est).